# Герд Мюллер
Герд Мю́ллер (нім. Gerd Müller; 3 листопада 1945, Нердлінген, Американська зона окупації Німеччини — 15 серпня 2021) — німецький футболіст. Колишній нападник «Баварії» (Мюнхен) та збірної Німеччини. Найкращий бомбардир збірної Німеччини за всі часи. Один із найрезультативніших бомбардирів в історії бундесліги і «Баварії» (Мюнхен). Семиразовий найкращий бомбардир чемпіонату Німеччини. Чемпіон світу 1974. Чемпіон Європи 1972. «Золотий м'яч» 1970. «Золотий бутс» 1970 і 1972. Найкращий нападник німецького футболу всіх часів, один з найкращих гравців в історії футболу.

## Життєпис

### Бомбардир із Нердлінгена
Народився 3 листопада 1945 року у Нердлінгені, у Баварії. Кумиром юного Герда був таранний нападник «Нюрнберга» і збірної Німеччини, чемпіон світу 1954 Макс Морлок. В 1964 до 18-річного Мюллера зверталися з пропозиціями представники «Мюнхена-1860» та «Баварії». Перші радили ще рік пограти у команді любителів, другі ж відразу бажали підписати професіональний контракт. Важливим чинником була й велика кількість зірок у складі «Мюнхена-1860», тому молодому гравцеві було б непросто пробитися до головної команди.
У сезоні 1964/65 Мюллер забив 22 м'ячі за 32 гри. «Баварія» вийшла у бундеслігу. Мюллер став лідером атак команди. Перший сезон у всенімецькій лізі баварці завершили на 3 позиції, але виграли Кубок Німеччини. Цей успіх дозволив клубу боротися у Кубку володарів кубків сезону 1966/67. Німецький клуб здобув трофей, перемігши у фіналі шотландський «Рейнджерс» — 1:0. З 16 голів у тому турнірі 8 забив Мюллер. У чемпіонаті нападник забив 28 голів (у 32 іграх) та поділив звання найкращого снайпера ліги з Лотаром Емеріхом з «Боруссії» (Дортмунд). «Ротгозе» вдруге поспіль беруть Кубок країни — Мюллер забив 2 м'ячі у фінальному розгромі «Гамбурга» (4:0). За підсумками 1967 року Герда визнали найкращим футболістом бундесліги.
У сезоні 1967/68 він забив «тільки» 19 голів, а від чемпіонату 1968/69 до 77/78 Мюллер кожного сезону забиватиме понад 20 голів.

### Пік кар'єри— титули з «Баварією» та збірною Німеччини
1969-го року «Баварія» робить перший в історії «дубль» — перемігши і в бундеслізі і в Кубку. «Бомбер» відзначився 30 разів і став найкращим бомбардиром чемпіонату.
На чемпіонаті світу 1970 він діяв у нападі разом з Уве Зеелером. Одним з найцікавіших матчів кубка світу став півфінал з італійцями — 2 голи Мюллера не допомогли команді ФРН пробитися до фіналу і німці посіли 3-є місце. Герд став найкращим бомбардиром турніру, вразивши ворота суперників 10 разів (у 6 матчах).
Того ж 1970 року він забив 38 голів у німецькій лізі і отримав «Золотий бутс» найкращого бомбардира європейських національних чемпіонатів та «Золотий м'яч» найкращого футболіста континенту.
Сезон 1971/72 став дуже вдалим для мюнхенців: команда виграла чемпіонат ФРН, провівши у ворота суперників 101 гол (досі непобитий рекорд), а Герд Мюллер забив 40 м'ячів (теж не перевершений і досі показник). Це дозволило йому вдруге отримати «Золотий бутс». А влітку 1972 на бельгійських стадіонах пройшли ігри чемпіонату Європи. У півфіналі ФРН перемогла Бельгію — 2:1 (два голи Мюллера), а в фіналі СРСР пропустив 3 сухих м'ячі. Герд Мюллер знову зробив дубль.
Німецьку першість 1972/73 знову здомінувала «Баварія» (перемога у чемпіонаті, забила 93 голи, 36 — «мюллерових»). «Бомбер» вп'яте став найкращим бомбардиром бундесліги і отримав «Срібний бутс» («золотий» дістав португалець Еусебіу).
Наступного року «баварці» втретє поспіль виграли чемпіонат, а 6 гравців команди були у складі збірної ФРН, яка грала у чемпіонаті світу, що відбувався саме у Західній Німеччині. Груповий етап був не важким — перемоги від Австралії та Чилі і поразка від «ідейного ворога» — Східної Німеччини. Регламент того турніру передбачав ще й другий груповий етап, переможець якого виходив у фінал, а 2-а команда грала за третє місце. У новій групи фаворитами були Польща та господарі — Німеччина. Розклад ігор звів їх у очному двобої тільки у вирішальному матчі. Обидві команди по 2 рази виграли (від Югославії і Швеції) і 3 липня 1974 грали між собою. Поляки, які мали у складі прекрасних швидкісних футболістів: Казімєж Дейна, Гжегож Лято, Роберт Гадоха і воротаря Яна Томашевські (який увійшов до символічної збірної турніру), були тоді одною з найсильніших збірних світу. Злива, яка пройшла напередодні, знівелювала переваги Польщі у техніці та швидкості. Перший тайм пройшов з перевагою «кадри», але у другій половині гри «манншафт» таки забив — на 53 хв. Томашевскі взяв пенальті від Генесса, а на 76-й хв. гол забив Герд Мюллер. Таким чином у німецького нападника до фіналу було 3 голи (австралійцям, югославам і полякам) плюс ще 10 на попередньому ЧС і він побив рекорд Пеле (12 голів) й зрівнявся з французом Жюстом Фонтеном (13).
У фіналі німці зустрілися із Голландією, яка демонструвала т. зв. «тотальний» футбол зі швидкими переміщеннями та взаємозамінами позицій між гравцями. Рахунок був нічийним — 1:1. На 43-й хвилині з правого флангу м'яч послали в центр штрафного майданчика, де було 2 голландців і Мюллер. «Мале грубе» розвернулося і проштовхнуло шкіряного повз воротаря у сітку воріт. Німеччина стала чемпіоном світу, а гравець «Баварії» довів кількість своїх голів чемпіонатах світу до 14. Той рекорд тримався 32 роки — протягом чемпіонату світу 2006 його побив бразилець Рональду.
У 1974—1976 роках «Баварія» тричі поспіль вигравала Кубок європейських чемпіонів, а «Бомбер» провів 66 єврокубкових голів — рекорд, який не побито й досі.

### Америка
Закінчував ігрову кар'єру у NASL — Північно-Американській Футбольній Лізі. Три сезони нападник провів у «Форт Лодердейл Страйкерс» з Флориди. В Сполучених Штатах у 1970-х, 80-х роках закінчували виступи чимало футбольних «зірок». Там у одній команді змогли вийти на поле Джордж Бест («Золотий м'яч» 1968), найкращий перуанський футболіст у історії Теофіло Кубільяс і Герд Мюллер («Золотий м'яч» 1970). Згодом разом з Мюллером також грав колишній збірник Голландії, воротар Ян ван Беверен. У сезонах 1979 і 1980 «Бомбардир» ставав найкращим голеадором команди і зумів увійти до символічної збірної «Страйкерс» за всі роки  [Архівовано 2 лютого 2009 у Wayback Machine.]. Всього в Америці він зіграв 71 матч і забив 38 голів у регулярній першості NASL.
Згодом почалися серйозні проблеми з алкоголем, сімейні негаразди і госпіталізація. Колишні товариші з «Баварії» допомогли і ті негаразди залишились у минулому, згодом Мюллер тренував юнаків.

## Стиль гри
Він був невисоким (176 см), але міцним нападником, якого важко було збити з ніг. Чудово грав головою, мав «вибуховий» стартовий ривок.
Франц Беккенбауер про гру Мюллера: «З ним було легко грати. Коли я підхоплював м'яча і йшов вперед, я завжди тримав в полі зору Герда. Ось я помічаю, як у нього напружилися м'язи ніг для ривку, ось він вже своєю „задньою частиною“ відтирає захисника і звільняє собі шлях, тут я і роблю йому передачу. Головне було віддати пас так, щоб м'яч до нього дійшов. І все. Від сили пасу залежала його наступна дія — чи буде він сам загострювати, чи поверне м'яча мені. До речі, Мюллер віддавав дуже зручні передачі…Чомусь цей бік його таланту відмічають рідко, говорячи лише про забиті м'ячі»
Мюллер не володів віртуозними фінтами, проте передбачити наступну його дію було дуже важко. Часто мюллерівські голи називали «кривими», «незграбними» і «негарними». Нападник виринав саме у тому місці, де опинявся м'яч і заштовхував його до сітки воріт головою, коліном, ногою, спиною або й стегном. Головним була їхня кількість — результативність «Бомбера» була захмарною, як на теперішній час. Всіх найкращих німецьких форвардів після 70-х років будуть порівнювати саме з Мюллером.

## Цікаві факти
- На відкриття мюнхенського стадіону «Олімпіаштадіон» збірна ФРН запросила на товариську гру команду СРСР. Матч відбувся 26 травня 1972 року і закінчився розгромом 4:1. Всі 4 голи забив Герд Мюллер за 16 хвилин на початку другого тайму (на 49, 51, 63 і 65 хвилинах). Всього в іграх за збірну він тричі забивав по 4 м'ячі за гру, зробив 4 гет-трики і 10 разів відзначився дублем.

## Титули та досягнення
- Чемпіон світу: 1974

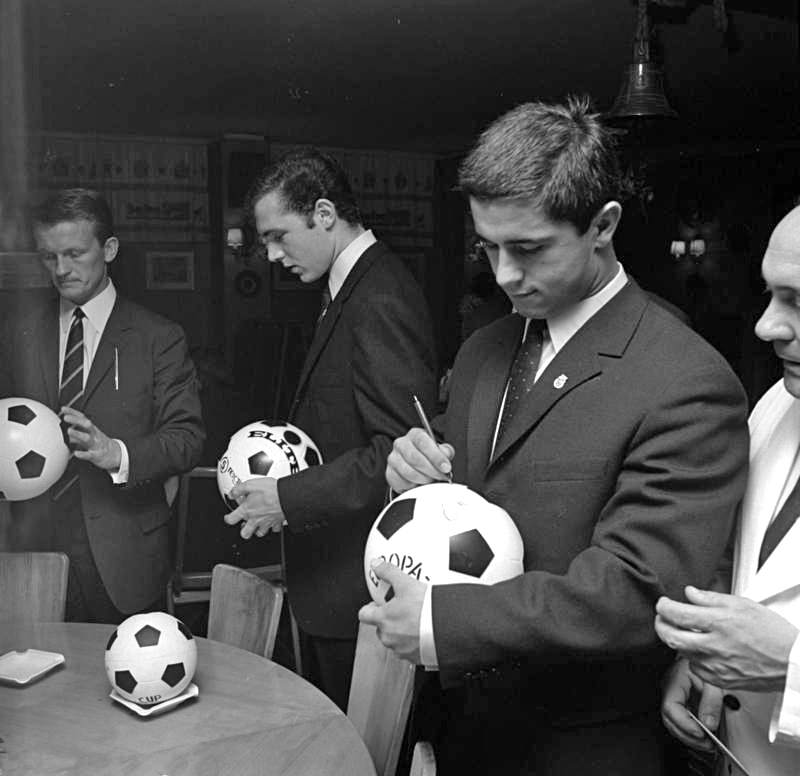
Герд Мюллер (1967) ставить автограф на футбольному м'ячі. На задньому плані: Зепп Маєр і Франц Беккенбауер

- Бронзовий призер чемпіонату світу: 1970
- чемпіон Європи: 1972
- Міжконтинентальний кубок: 1976
- Кубок європейських чемпіонів: 1974, 1975 і 1976
- Кубок володарів кубків: 1967
- Чемпіон Німеччини (4): 1969, 1972, 1973, 1974
- Кубок Німеччини (4): 1966, 1967, 1969, 1971

- «Золотий м'яч»: 1970
- «Золотий бутс» : 1970, 1972
- Найкращий бомбардир чемпіонату світу: 1970
- Найкращий бомбардир чемпіонату Європи: 1972 (4 голи)
- Найкращий футболіст Німеччини: 1967, 1969
- найкращий бомбардир чемпіонату Німеччини: 1967, 1969, 1970, 1972, 1973, 1974, 1978

## Статистика

### Клубна статистика

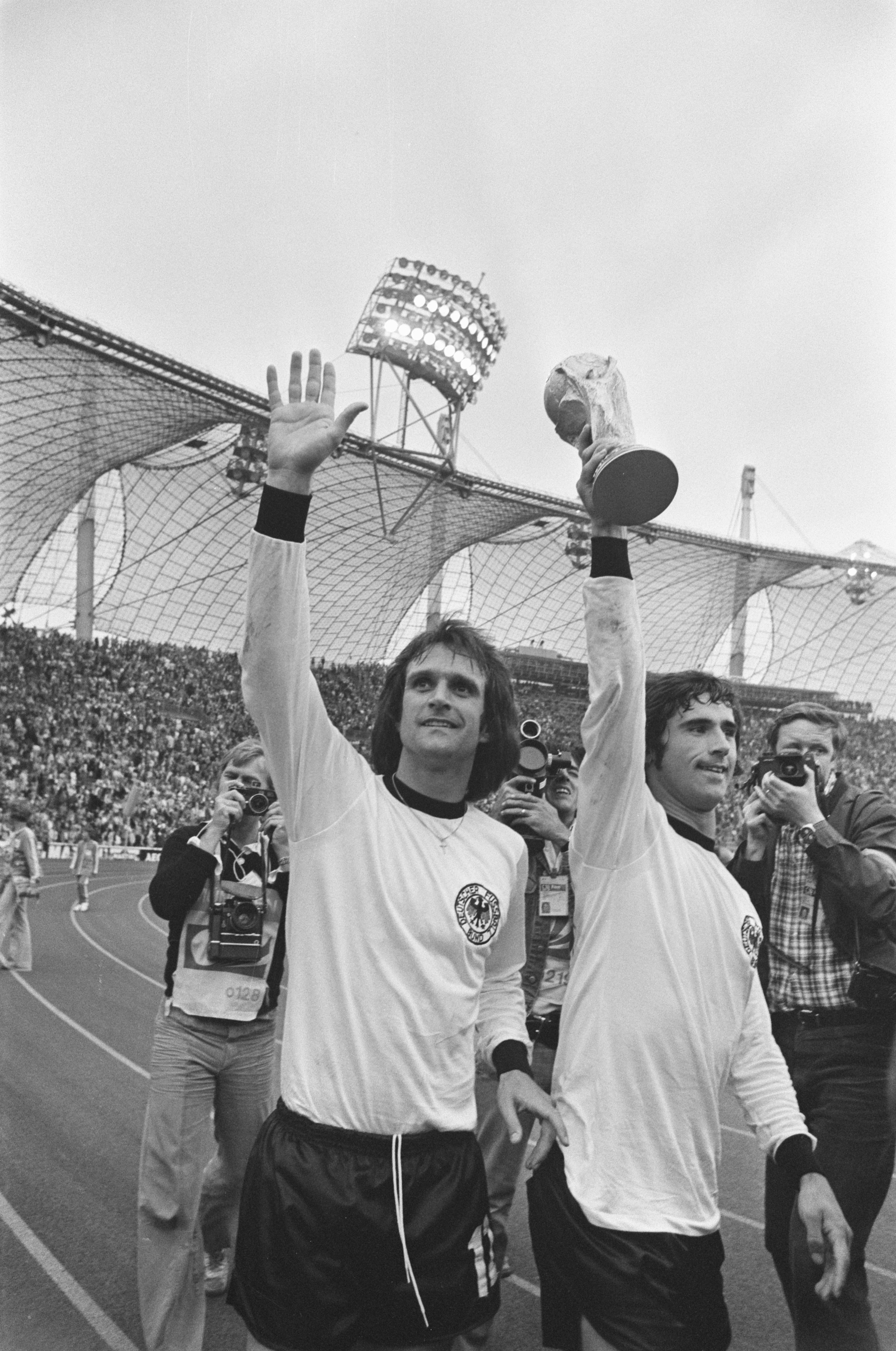
Вольфганг Оверат і Герд Мюллер

Статистика клубних виступів:
| Сезон              | Команда                    | Чемпіонат          | Чемпіонат | Чемпіонат | Національні кубки | Національні кубки | Національні кубки | Єврокубки | Єврокубки | Єврокубки | Всього | Всього |
| Сезон              | Команда                    | Ліга               | Ігри      | Голи      |                   | Ігри              | Голи              |           | Ігри      | Голи      | Ігри   | Голи   |
| ------------------ | -------------------------- | ------------------ | --------- | --------- | ----------------- | ----------------- | ----------------- | --------- | --------- | --------- | ------ | ------ |
| 1964-65            | «Баварія» (Мюнхен)         | Д-2 ФТ             | 26 6      | 33 6      |                   | —                 | —                 |           | —         | —         | 32     | 39     |
| 1965-66            | «Баварія» (Мюнхен)         | Д-1                | 33        | 15        | КН                | 6                 | 1                 | —         | —         | 39        | 16     |        |
| 1966-67            | «Баварія» (Мюнхен)         | Д-1                | 32        | 28        | КН                | 4                 | 7                 | КК        | 9         | 8         | 45     | 43     |
| 1967-68            | «Баварія» (Мюнхен)         | Д-1                | 34        | 19        | КН                | 4                 | 4                 | КК        | 8         | 7         | 46     | 30     |
| 1968-69            | «Баварія» (Мюнхен)         | Д-1                | 30        | 30        | КН                | 5                 | 7                 |           | —         | —         | 35     | 37     |
| 1969-70            | «Баварія» (Мюнхен)         | Д-1                | 33        | 38        | КН                | 3                 | 4                 | КЧ        | 2         | 0         | 38     | 42     |
| 1970-71            | «Баварія» (Мюнхен)         | Д-1                | 32        | 22        | КН                | 7                 | 10                | КЯ        | 8         | 7         | 47     | 39     |
| 1971-72            | «Баварія» (Мюнхен)         | Д-1                | 34        | 40        | КН                | 6                 | 5                 | КК        | 8         | 5         | 48     | 50     |
| 1972-73            | «Баварія» (Мюнхен)         | Д-1                | 33        | 36        | КН КЛ             | 5                 | 7 12              | КЧ        | 6         | 12        | 49     | 67     |
| 1973-74            | «Баварія» (Мюнхен)         | Д-1                | 34        | 30        | КН                | 4                 | 5                 | КЧ        | 10        | 8         | 48     | 43     |
| 1974-75            | «Баварія» (Мюнхен)         | Д-1                | 33        | 23        | КН                | 3                 | 2                 | КЧ        | 7         | 5         | 43     | 30     |
| 1975-76            | «Баварія» (Мюнхен)         | Д-1                | 22        | 23        | КН                | 6                 | 7                 | КЧ СК     | 6 1       | 5 0       | 35     | 35     |
| 1976-77            | «Баварія» (Мюнхен)         | Д-1                | 25        | 28        | КН                | 4                 | 11                | КЧ СК МК  | 4 2       | 5 3 1     | 37     | 48     |
| 1977-78            | «Баварія» (Мюнхен)         | Д-1                | 33        | 24        | КН                | 3                 | 4                 | КУ        | 6         | 4         | 42     | 32     |
| 1978-79            | «Баварія» (Мюнхен)         | Д-1                | 19        | 9         | КН                | 2                 | 4                 |           | —         | —         | 21     | 13     |
| Всього             | Всього                     | Д-1                | 427       | 365       |                   | 67                | 90                |           | 79        | 70        | 605    | 564    |
| Всього             | Всього                     | Д-2                | 32        | 39        |                   | 67                | 90                |           | 79        | 70        | 605    | 564    |
| 1979               | «Форт Лодердейл Страйкерс» | Д-1                | 27        | 19        |                   | —                 | —                 |           | —         | —         | 27     | 19     |
| 1980               | «Форт Лодердейл Страйкерс» | Д-1                | 36        | 16        | —                 | —                 | —                 | —         | 36        | 16        |        |        |
| 1981               | «Форт Лодердейл Страйкерс» | Д-1                | 17        | 5         | —                 | —                 | —                 | —         | 17        | 5         |        |        |
| Всього             | Всього                     | Всього             | 80        | 40        |                   | 0                 | 0                 |           | 0         | 0         | 80     | 40     |
| Загалом за кар'єру | Загалом за кар'єру         | Загалом за кар'єру | 539       | 444       | 67                | 90                | 79                | 70        | 685       | 604       |        |        |

### Статистика виступів за збірну

#### Зведена
Статистика виступів у національній збірній:
| Рік    | Офіційні турніри          | Офіційні турніри | Офіційні турніри | Товариські матчі | Товариські матчі | Всього | Всього |
| Рік    | Назва                     | Ігри             | Голи             | Ігри             | Голи             | Ігри   | Голи   |
| ------ | ------------------------- | ---------------- | ---------------- | ---------------- | ---------------- | ------ | ------ |
| 1966   |                           | —                | —                | 1                | 0                | 1      | 0      |
| 1967   | Чемпіонат Європи (відбір) | 3                | 5                | 1                | 1                | 4      | 6      |
| 1968   | Чемпіонат світу (відбір)  | 2                | 2                | 1                | 0                | 3      | 2      |
| 1969   | Чемпіонат світу (відбір)  | 4                | 7                | 3                | 2                | 7      | 9      |
| 1970   | Чемпіонат світу           | 6                | 10               | 5                | 2                | 12     | 13     |
| 1970   | Чемпіонат Європи (відбір) | 1                | 1                | 5                | 2                | 12     | 13     |
| 1971   | Чемпіонат Європи (відбір) | 4                | 5                | 4                | 7                | 8      | 12     |
| 1972   | Чемпіонат Європи (відбір) | 2                | 1                | 3                | 8                | 7      | 13     |
| 1972   | Чемпіонат Європи          | 2                | 4                | 3                | 8                | 7      | 13     |
| 1973   |                           | —                | —                | 8                | 7                | 8      | 7      |
| 1974   | Чемпіонат світу           | 7                | 4                | 5                | 2                | 12     | 6      |
| Всього | Всього                    | 31               | 39               | 31               | 29               | 62     | 68     |

#### Усі матчі за збірну
| Дата       | Місто              | Господарі  | Результат | Гості          | Турнір                                 | Голи | Примітки                  |
| ---------- | ------------------ | ---------- | --------- | -------------- | -------------------------------------- | ---- | ------------------------- |
| 12-10-1966 | Анкара             | Туреччина  | 0 – 2     | ФРН            | товариський матч                       | -    |                           |
| 8-4-1967   | Дортмунд           | ФРН        | 6 – 0     | Албанія        | Відбір до ЧЄ 1968                      | 4    |                           |
| 3-5-1967   | Белград            | Югославія  | 0 – 1     | ФРН            | Відбір до ЧЄ 1968                      | -    |                           |
| 27-9-1967  | Берлін             | ФРН        | 5 – 1     | Франція        | товариський матч                       | 1    |                           |
| 7-10-1967  | Гамбург            | ФРН        | 3 – 1     | Югославія      | Відбір до ЧЄ 1968                      | 1    |                           |
| 25-9-1968  | Марсель            | Франція    | 1 – 1     | ФРН            | товариський матч                       | -    |                           |
| 13-10-1968 | Відень             | Австрія    | 0 – 2     | ФРН            | Відбір до ЧС 1970                      | 1    |                           |
| 23-11-1968 | Нікосія            | Кіпр       | 0 – 1     | ФРН            | Відбір до ЧС 1970                      | 1    |                           |
| 26-3-1969  | Франкфурт-на-Майні | ФРН        | 1 – 1     | Уельс          | товариський матч                       | 1    |                           |
| 16-4-1969  | Глазго             | Шотландія  | 1 – 1     | ФРН            | Відбір до ЧС 1970                      | 1    |                           |
| 10-5-1969  | Нюрнберг           | ФРН        | 1 – 0     | Австрія        | Відбір до ЧС 1970                      | 1    |                           |
| 21-5-1969  | Ессен              | ФРН        | 12 – 0    | Кіпр           | Відбір до ЧС 1970                      | 4    |                           |
| 21-9-1969  | Відень             | Австрія    | 1 – 1     | ФРН            | товариський матч                       | 1    |                           |
| 24-9-1969  | Софія (місто)      | Болгарія   | 0 – 1     | ФРН            | товариський матч                       | -    |                           |
| 22-10-1969 | Гота               | ФРН        | 3 – 2     | Шотландія      | Відбір до ЧС 1970                      | 1    |                           |
| 11-2-1970  | Севілья            | Іспанія    | 2 – 0     | ФРН            | товариський матч                       | -    |                           |
| 8-4-1970   | Штутгарт           | ФРН        | 1 – 1     | Румунія        | товариський матч                       | -    |                           |
| 9-5-1970   | Берлін             | ФРН        | 2 – 1     | Ірландія       | товариський матч                       | -    |                           |
| 13-5-1970  | Ганновер           | ФРН        | 1 – 0     | Югославія      | товариський матч                       | -    |                           |
| 3-6-1970   | Леон               | ФРН        | 2 – 1     | Марокко        | ЧС 1970 - 1-й етап                     | 1    |                           |
| 7-6-1970   | Леон               | ФРН        | 5 – 2     | Болгарія       | ЧС 1970 - 1-й етап                     | 3    |                           |
| 10-6-1970  | Леон               | ФРН        | 3 – 1     | Перу           | ЧС 1970 - 1-й етап                     | 3    |                           |
| 14-6-1970  | Леон               | ФРН        | 3 – 2     | Англія         | ЧС 1970 - чвертьфінал                  | 1    |                           |
| 17-6-1970  | Мехіко             | Італія     | 4 – 3     | ФРН            | ЧС 1970 - півфінал                     | 2    | «Матч століття»           |
| 20-6-1970  | Мехіко             | ФРН        | 1 – 0     | Уругвай        | ЧС 1970 - матч за 3-тє місце           | -    |                           |
| 9-9-1970   | Нюрнберг           | ФРН        | 3 – 1     | Угорщина       | товариський матч                       | 2    |                           |
| 17-10-1970 | Кельн              | ФРН        | 1 – 1     | Туреччина      | Відбір до ЧЄ 1972                      | 1    |                           |
| 17-2-1971  | Тирана             | Албанія    | 0 – 1     | ФРН            | Відбір до ЧЄ 1972                      | 1    |                           |
| 25-4-1971  | Стамбул            | Туреччина  | 0 – 3     | ФРН            | Відбір до ЧЄ 1972                      | 2    |                           |
| 22-6-1971  | Осло               | Норвегія   | 1 – 7     | ФРН            | товариський матч                       | 3    |                           |
| 27-6-1971  | Гетеборг           | Швеція     | 1 – 0     | ФРН            | товариський матч                       | -    |                           |
| 30-6-1971  | Копенгаген         | Данія      | 1 – 3     | ФРН            | товариський матч                       | 1    |                           |
| 8-9-1971   | Ганновер           | ФРН        | 5 – 0     | Мексика        | товариський матч                       | 3    |                           |
| 10-10-1971 | Варшава            | Польща     | 1 – 3     | ФРН            | Відбір до ЧЄ 1972                      | 2    |                           |
| 17-11-1971 | Гамбург            | ФРН        | 0 – 0     | Польща         | Відбір до ЧЄ 1972                      | -    |                           |
| 29-3-1971  | Будапешт           | Угорщина   | 0 – 2     | ФРН            | товариський матч                       | -    |                           |
| 29-4-1972  | Лондон             | Англія     | 1 – 3     | ФРН            | ЧЄ 1972 - чвертьфінал - перша гра      | 1    |                           |
| 13-5-1972  | Берлін             | ФРН        | 0 – 0     | Англія         | ЧЄ 1972 - чвертьфінал - грав-відповідь | -    |                           |
| 26-5-1972  | Мюнхен             | ФРН        | 4 – 1     | СРСР           | товариський матч                       | 4    |                           |
| 14-6-1972  | Антверпен          | Бельгія    | 1 – 2     | ФРН            | ЧЄ 1972 - півфінал                     | 2    |                           |
| 18-6-1972  | Брюссель           | ФРН        | 3 – 0     | СРСР           | ЧЄ 1972 - Фінал                        | 2    | Чемпіони Європи           |
| 15-11-1972 | Дюссельдорф        | ФРН        | 5 – 1     | Швейцарія      | товариський матч                       | 4    |                           |
| 28-3-1973  | Дюссельдорф        | ФРН        | 3 – 0     | Чехословаччина | товариський матч                       | 2    |                           |
| 9-5-1973   | Мюнхен             | ФРН        | 0 – 1     | Югославія      | товариський матч                       | -    |                           |
| 12-5-1973  | Гота               | ФРН        | 3 – 0     | Болгарія       | товариський матч                       | -    |                           |
| 16-6-1973  | Берлін             | ФРН        | 0 – 1     | Бразилія       | товариський матч                       | -    |                           |
| 5-9-1973   | Москва             | СРСР       | 0 – 1     | ФРН            | товариський матч                       | 1    |                           |
| 10-10-1973 | Ганновер           | ФРН        | 4 – 0     | Австрія        | товариський матч                       | 2    |                           |
| 13-10-1973 | Гельзенкірхен      | ФРН        | 2 – 1     | Франція        | товариський матч                       | 2    |                           |
| 24-11-1973 | Штутгарт           | ФРН        | 2 – 1     | Іспанія        | товариський матч                       | -    |                           |
| 23-2-1974  | Барселона          | Іспанія    | 1 – 0     | ФРН            | товариський матч                       | -    |                           |
| 26-2-1974  | Рим                | Італія     | 0 – 0     | ФРН            | товариський матч                       | -    |                           |
| 27-3-1974  | Франкфурт-на-Майні | ФРН        | 2 – 1     | Шотландія      | товариський матч                       | -    |                           |
| 17-4-1974  | Дортмунд           | ФРН        | 5 – 0     | Угорщина       | товариський матч                       | 2    |                           |
| 1-5-1974   | Гамбург            | ФРН        | 2 – 0     | Швеція         | товариський матч                       | -    |                           |
| 14-6-1974  | Берлін             | ФРН        | 1 – 0     | Чилі           | ЧС 1974 - 1-й етап                     | -    |                           |
| 18-6-1974  | Гамбург            | Австралія  | 0 – 3     | ФРН            | ЧС 1974 - 1-й етап                     | 1    |                           |
| 22-6-1974  | Гамбург            | НДР        | 1 – 0     | ФРН            | ЧС 1974 - 1-й етап                     | -    |                           |
| 26-6-1974  | Дюссельдорф        | Югославія  | 0 – 2     | ФРН            | ЧС 1974 - 2-й етап                     | 1    |                           |
| 30-6-1974  | Дюссельдорф        | ФРН        | 4 – 2     | Швеція         | ЧС 1974 - 2-й етап                     | -    |                           |
| 3-7-1974   | Франкфурт-на-Майні | Польща     | 0 – 1     | ФРН            | ЧС 1974 - 2-й етап                     | 1    |                           |
| 7-7-1974   | Мюнхен             | Нідерланди | 1 – 2     | ФРН            | ЧС 1974 - Фінал                        | 1    | 2-й титул чемпіонів світу |
| Усього     |                    | Матчів     | 62        |                | Голів (2 місце)                        | 68   |                           |